# Buraco de poste

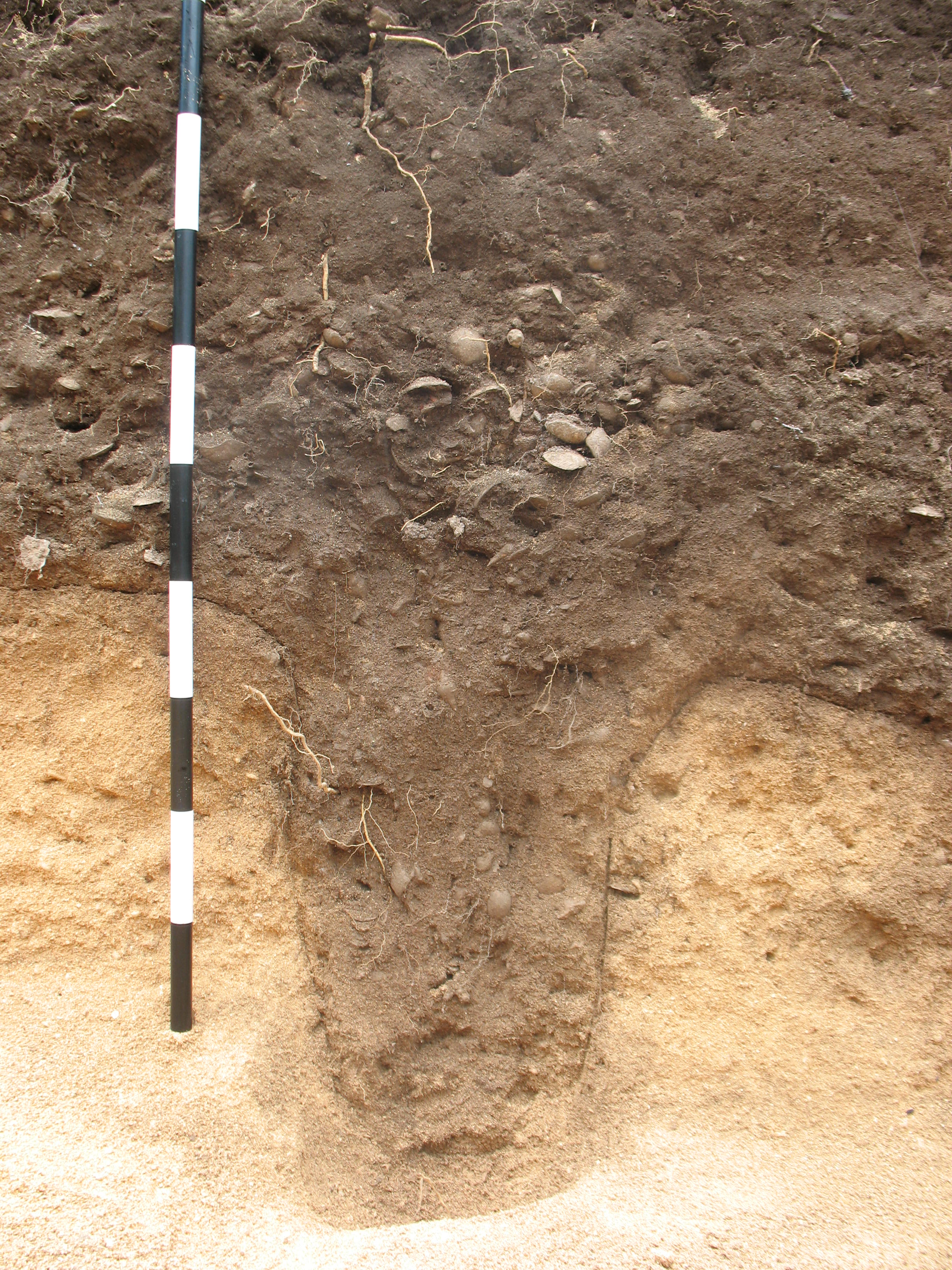
Buraco de poste escavado no sítio arqueológico de Bourewa (Fiji) em 2009

Em arqueologia, um buraco de poste ou posthole é uma característica de corte usado para segurar uma superfície de madeira ou pedra. Eles geralmente são muito mais profundos do que largos, embora o truncamento possa não tornar isso aparente. Embora os restos da madeira possam sobreviver, a maioria dos buracos dos postes são principalmente reconhecíveis como manchas circulares de terra mais escura quando vistos em planta. Os arqueólogos podem usar sua presença para traçar o traçado de antigas estruturas, pois os buracos podem definir seus cantos e lados. A construção usando buracos dos postes é conhecida como terra firme ou poste na construção do solo.